# Gregorio Monreal Zia
Gregorio Monteal Zia (Etayo, Navarra, 1942) és un polític i jurista navarrès, antic senador constituent i posteriorment catedràtic en la Universitat Pública de Navarra.

## Biografia

### Activitat acadèmica i professional
Llicenciat en Dret i Diplomat en Economia per la Universitat de Deusto (1966) i Doctor en Dret per la Universitat Complutense de Madrid (1973), és catedràtic de Història del Dret en la Universitat del País Basc (1978-1995) i, des de 1995, catedràtic d'Història del Dret en la Universitat Pública de Navarra. Ha estat professor convidat en la Universitat de Califòrnia a Berkeley i a la Universitat París XII, actualment Université Paris-Est Créteil Val-de-Marne.
És membre de Jakiunde (Acadèmia de les Ciències, de les Arts i de les Lletres) i membre de nombre de la Reial Societat Bascongada d'Amics del País, de la Société d'Histoire du Droit i de la Association Française des Historiens des Idées Politiques. És també membre del consell de redacció del Anuario de Historia del Derecho Español i dirigeix en l'actualitat (2013) la revista d'Història del Dret Iura Vasconiae.
També va ser vicerector del campus de Biscaia de la Universitat del País Basc (1979-80), rector de la Universitat del País Basc entre 1981 i 1985, president de la Societat d'Estudis Bascos entre 1991 i 1996, director de la Revista Internacional de Estudios Vascos (RIEV) entre 1997 i 2005 i director científic de la Fundació per a l'estudi del Dret històric i autonòmic de Vasconia. entre 2003 i 2010. Va ser el primer nominat per a ocupar la càtedra William Douglass de la Universitat de Reno (Nevada) en 2005-2006.

### Activitat política
El 1976 va ser un dels fundadors del partit nacionalista basc d'esquerres Euskal Sozialistak Elkartzeko Indarra (ESEI) (Força per a la Unitat dels Socialistes Bascos). ESEI es va integrar en el Front Autonòmic a les eleccions generals de 1977. Monreal, candidat de la coalició al Senat per Guipúscoa, va obtenir acta de senador. Com a parlamentari d'una de les circumscripcions basques va participar en les ponències que van redactar el Estatut de Guernica el 1979. Va ser viceconseller d'Universitats i Recerca del Govern Basc el 1991.

## Guardons
- Premi Eusko Ikaskuntza-Euskadiko Kutxa d'Humanitats, Cultura, Arts i Ciències Socials en 2007.
- Premi Euskadi d'Investigació 2013, amb la fi de fomentar l'activitat científica en la modalitat de Ciències Socials i Humanitats.[3]

## Obres
- El Señorío de Vizcaya: origen, naturaleza jurídica. Estructura institucional (Anuario de historia del derecho español, 1973)
- Las instituciones públicas del Señorío de Vizcaya (hasta el siglo XVIII) (Bilbao : Diputación de Vizcaya, 1974. ISBN 84-500-6555-0)
- Anotaciones sobre el pensamiento político tradicional vasco en el siglo XVI (AHDE, 1980)
- Incidencias de las instituciones públicas de Álava del medievo en el pensamiento político de los alaveses de la Edad Moderna (AHDE, 1984)
- Anotaciones para una edición crítica del "Fuero Viejo" de Vizcaya (Symbolae Ludovico Mitxelena septuagenario oblatae, Vol. 2, 1985, ISBN 84-600-4142-5, págs. 1203-1212)
- La crisis de las Instituciones Forales Públicas vascas (Euskal herriaren historiari buruzko biltzarra / Congreso de Historia de Euskal Herria, Vol. 3, 1988 (Economía, sociedad y cultura durante el Antiguo Régimen), ISBN 84-7148-221-5, págs. 3-36)
- Sistema Foral Vasco y derechos históricos (Giza eskubideak europan : Balantzea eta perspektibak Deklarazio Unibertsalaren 40 urte Ondoren... = Los derechos humanos en Europa : balance y perspectivas 40 años después de la Declaración Universal, San Sebastián, 12 al 14 de diciembre de 1988, 1989, ISBN 84-7542-789-8, págs. 157-171)
- La libertad de Comercio en Guipúzcoa en el s. XVIII (Estudios dedicados a la memoria del profesor L. M. Díaz de Salazar Fernández / coord. por María Rosa Ayerbe Iríbar, Vol. 1, 1993 (Estudios histórico-jurídicos), ISBN 84-7585-395-1, págs. 601-646)
- De los fueros y la autonomía posforal a la cláusula de reserva de los derechos históricos (Foralismo, derechos históricos y democracia, 1998, ISBN 84-88562-98-5, págs. 191-208)
- Las Cortes de Navarra y las Juntas Generales de Álava, Guipúzcoa y Vizcaya (Contributions to European parliamentary history: actas del 47º Congreso de la Comisión Internacional para el Estudio de la Historia de las Instituciones Representativas y Parlamentarias (Bilbao-Gernika, 2-6 de septiembre de 1997), coord. por Joseba Agirreazkuenaga Zigorraga, Mikel Urquijo Goitia, 1999, ISBN 84-88088-48-5, págs. 25-60)
- 1200, una fecha significativa en la evolución de Vasconia (RIEV, Vol. 45, 2, 2000 [Enllaç no actiu])
- Fueros de los territorios vascos y unidad constitucional española (en "La cuestión vasca : una mirada desde la historia", 2000)
- De los Fueros y la autonomía posforal a la cláusula de reserva de los derechos históricos (en "Derechos históricos y constitucionalismo útil", 2001)
- Una historia de la Revista Internacional de los Estudios Vascos (RIEV, Vol. 46, 1, 2001  Arxivat 2008-05-13 a Wayback Machine.)
- Origen de la ley del vascuence de Navarra (RIEV, Vol. 46, 2, 2001, [Enllaç no actiu])
- El origen de la construcción del derecho histórico del Convenio y de los Conciertos Económicos (1841-1991) (Azpilcueta: cuadernos de derecho, ISSN 1138-8552, Nº. 18, 2002, págs. 353-365)
- Fidel de Sagarmínaga: intérprete de la constitución histórica vizcaína y heraldo de una nueva política vasca de recuperación de los fueros (1830-1894) (Notitia vasconiae: revista de derecho histórico de Vasconia, ISSN 1695-4769, Nº. 1, 2002, págs. 251-314)
- El presente vasco condicionado por el pasado (Congreso de estudios vascos, Eusko Ikaskuntza, n° 15, 2002)
- La base foral del plan del Lehendakari Ibarretxe (en "Estudios sobre la propuesta política para la convivencia del lehendakari Ibarretxe", 2003)
- Actualización de los Derechos Históricos (Revista Vasca de Administración Pública. Herri-Arduralaritzako Euskal Aldizkaria, ISSN 0211-9560, Nº 73, 2, 2005, págs. 277-286)
- The Old Law of Bizkaia (1452) (2005, ISBN 1-877802-52-2) (edición crítica de este cuerpo jurídico medieval, acompañada de un estudio introductorio de 160 páginas, la bibliografía y un Índice de personas, lugares y materias ) (traducción por Linda White y William A. Douglass, autor también de un Prefacio a la obra)
- Los cuerpos de Derecho de las Encartaciones de Bizkaia (Iura vasconiae: revista de derecho histórico y autonómico de Vasconia, ISSN 1699-5376, Nº. 5, 2008, págs. 9-102)
- Los Fueros Vascos en la Junta de Bayona de 1808 (RIEV, ISSN 0212-7016, Nº. Extra 4, 2009 (Ejemplar dedicado a: Cuadernos 4: Les origines du constitutionnalisme et la Constitution de Bayonne du 7 juillet 1808), págs. 255-276)
- El Concierto Económico: génesis y evolución histórica (Iura vasconiae: revista de derecho histórico y autonómico de Vasconia, ISSN 1699-5376, Nº. 6, 2009, págs. 647-708) con Roldán Jimeno Aranguren
- Textos histórico-jurídicos navarros (Vol. 1: Historia antigua y medieval, 2009, ISBN 978-84-235-3090-8) con Roldán Jimeno Aranguren
- Naturaleza y estructura del matrimonio y otras uniones afines en el derecho histórico hispánico, con especial atención a Navarra (Príncipe de Viana, ISSN 0032-8472, Año nº 71, Nº 250, 2010, págs. 501-538) con Roldán Jimeno Aranguren
- Los fueros vascos en la Constitución de Bayona. Antedecedentes políticos e ideológicos: Resultados (Iura vasconiae: revista de derecho histórico y autonómico de Vasconia, ISSN 1699-5376, Nº. 8, 2011, págs. 169-204)
- Hammurabiren kodea (Eleria: Euskal Herriko legelarien aldizkaria, ISSN 1137-1951, Nº. 22, 2011, págs. 109-110)
- Las Cortes y la Constitución de Cádiz (lección inaugural del del curso académico 2012-13 de la UPNA )